# Potamogeton faxonii
Potamogeton faxonii är en nateväxtart som först beskrevs av Morong (pro. sp.  Potamogeton faxonii ingår i släktet natar, och familjen nateväxter. Inga underarter finns listade.